# Гречаная Балка
Гречаная Балка — хутор в Калининском районе Краснодарского края.
Административный центр Куйбышевского сельского поселения.

## География
Хутор расположен на балке Гречаная (запружена, приток Кирпили), северо-западнее станицы Калининской (расстояние по дороге 36 км).

### Улицы
| - пер. Больничный, - пер. Заводской, - пер. Зелёный, - пер. Клубный, - пер. Короткий, - пер. Кузнечный, - пер. Ледяной, - пер. Тупиковый, - пер. Узкий, - пер. Широкий, | - ул. Дорожная, - ул. Колхозная, - ул. Кузнечная, - ул. Ленина, - ул. Мира, - ул. Набережная, - ул. Октябрьская, - ул. Первомайская, | - ул. Почтовая, - ул. Садовая, - ул. Северная, - ул. Советская, - ул. Торговая, - ул. Украинская, - ул. Школьная, - ул. Южная. |

## История
Посёлок (хутор) Гречаный основан в 1806 году, с 1920-х годов известен под современным названием.

## Известные люди
- В хуторе родился Герасименко, Емельян Иванович — Герой Советского Союза.
- В хуторе родился Лубенцов, Владимир Максимович (25.10.1930 - 16.06.2006) — комбайнёр колхоза «Путь к коммунизму» Славянского района Краснодарского края. Герой Социалистического Труда[3]

## Население
| 2002 | 2010  |
| ---- | ----- |
| 1623 | ↗1718 |